# Galez
Galez ist eine französische Gemeinde mit 176 Einwohnern (Stand 1. Januar 2022) im Département Hautes-Pyrénées in der Region Okzitanien (vor 2016: Midi-Pyrénées). Sie gehört zum Arrondissement Bagnères-de-Bigorre (bis 2016: Arrondissement Tarbes) und zum Kanton La Vallée de l’Arros et des Baïses.
Die Einwohner werden Galézais und Galézaises genannt.

## Geographie
Galez liegt an der Baïse devant auf dem Plateau von Lannemezan, circa 25 Kilometer nordöstlich von Bagnères-de-Bigorre und circa 27 Kilometer östlich von Tarbes in der historischen Vizegrafschaft Nébouzan.
Umgeben wird Galez von den fünf Nachbargemeinden:
|             | Galan                                       |        |
| Bonrepos    | Kompassrose, die auf Nachbargemeinden zeigt | Recurt |
| Campistrous | Clarens                                     |        |

## Einwohnerentwicklung

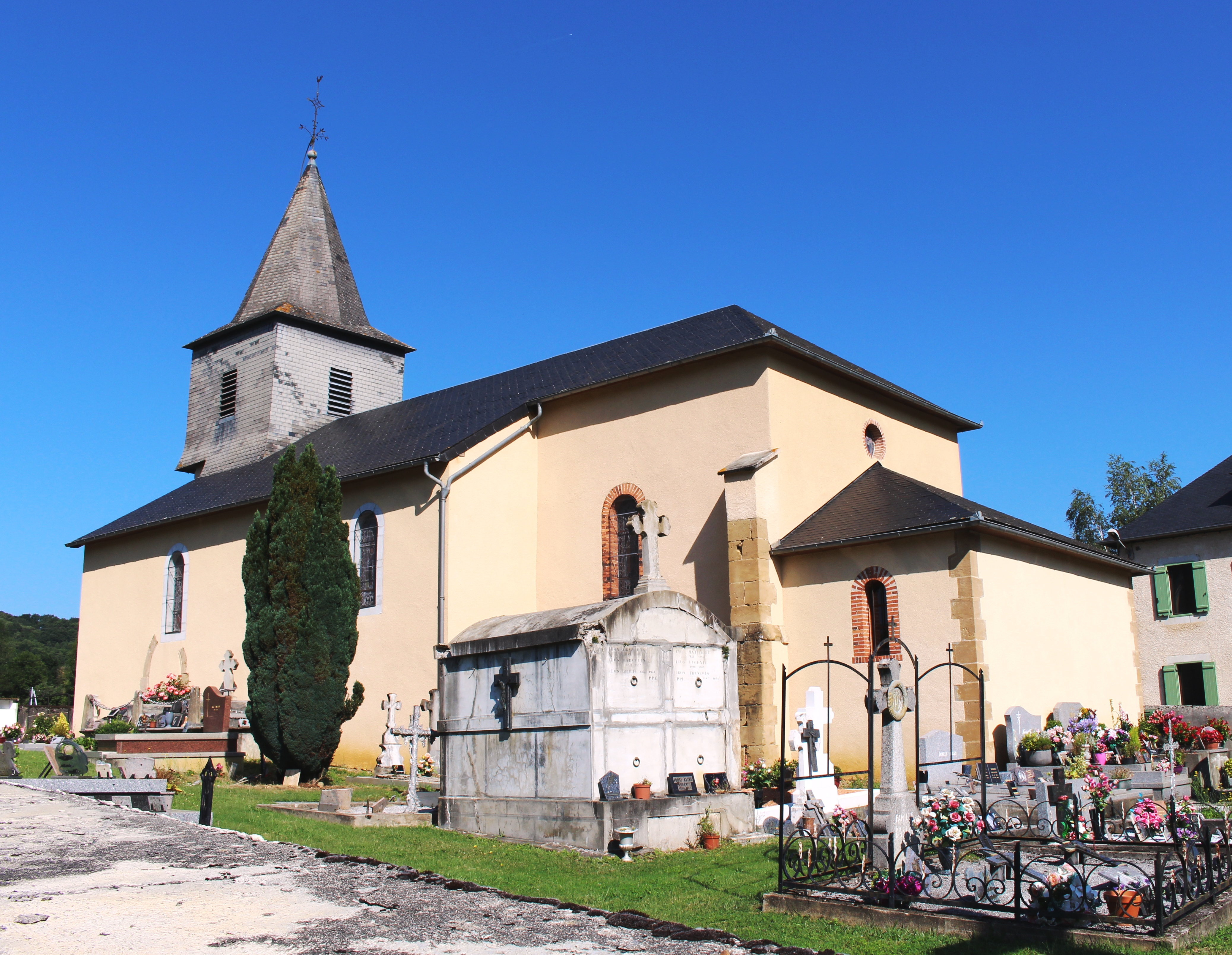
Pfarrkirche Saint-Martin

Nach Beginn der Aufzeichnungen stieg die Einwohnerzahl bis zur Mitte des 19. Jahrhunderts auf einen Höchststand von rund 395. In der Folgezeit sank die Größe der Gemeinde bei kurzen Erholungsphasen bis zur ersten Dekade des 21. Jahrhunderts auf einen Tiefststand von rund 135, bevor sich eine Phase mit zeitweise starkem Wachstum einstellte.
| Jahr      | 1962 | 1968 | 1975 | 1982 | 1990 | 1999 | 2006 | 2011 | 2022 |
| --------- | ---- | ---- | ---- | ---- | ---- | ---- | ---- | ---- | ---- |
| Einwohner | 185  | 178  | 172  | 171  | 150  | 145  | 136  | 134  | 176  |

## Sehenswürdigkeiten
- Pfarrkirche Saint-Martin

## Wirtschaft und Infrastruktur

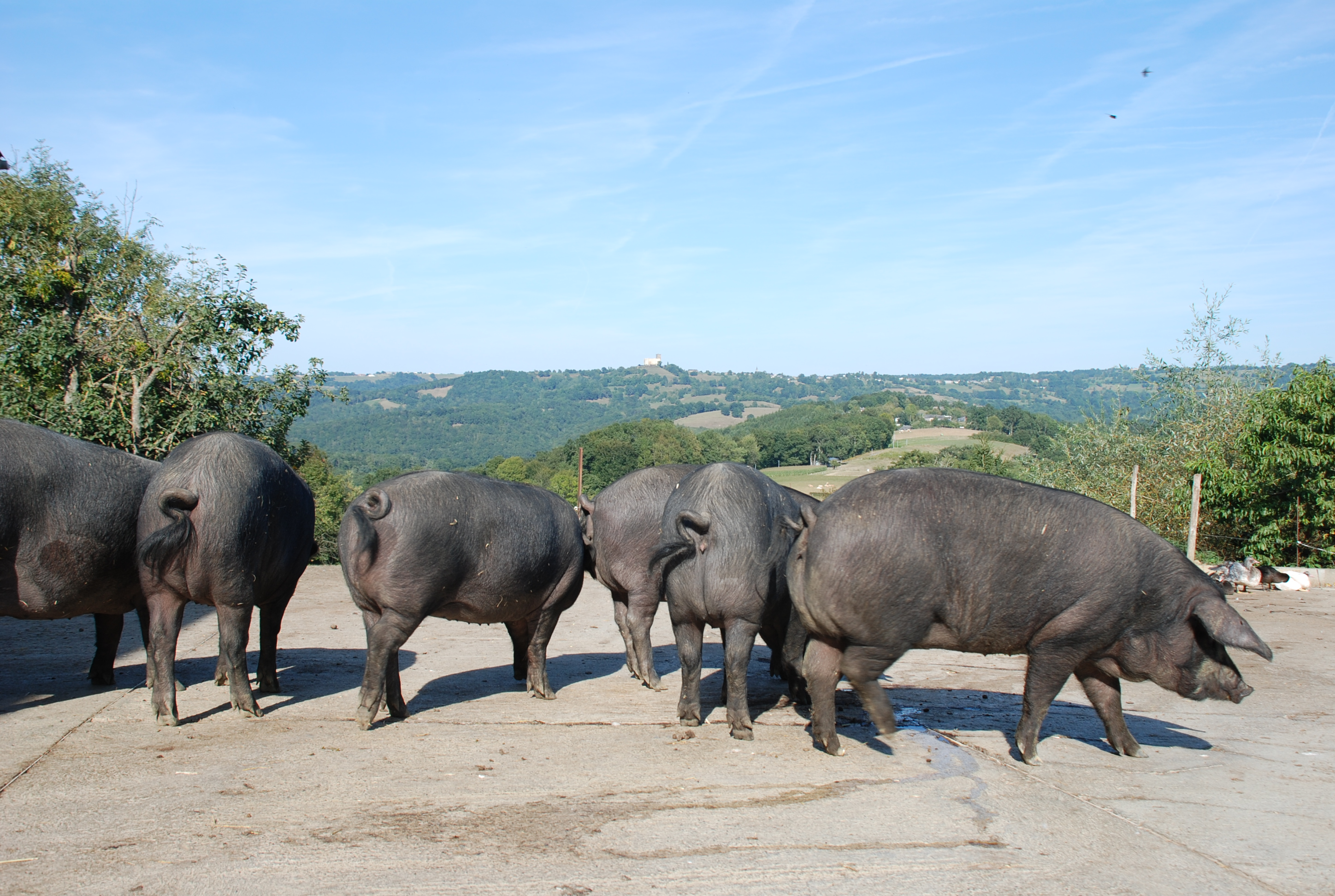
Porcs Noirs de Bigorre

Galez liegt in den Zonen AOC der Schweinerasse Porc noir de Bigorre und des Schinkens Jambon noir de Bigorre.

### Verkehr
Galez wird durchquert von den Routes départementales 10 und 939, der ehemaligen Route nationale 639.